# 柯立芝 (堪薩斯州)
柯立芝（英語：Coolidge）是一個位於美國堪薩斯州漢密爾頓縣的城市。

## 地方資料
根據2020年美國人口普查的數據，柯立芝的面積為1.20平方千米，當中陸地面積為1.20平方千米，而水域面積為0.00平方千米。當地共有人口80人，而人口密度為每平方千米66.67人。